# حسام العواك
حسام الدين العواك هو ضابط سابق في القوات المسلحة السورية يقال إنه أصبح قائداً للجيش السوري الحر عند اندلاع الحرب الأهلية السورية. بعد إدعائه في عام 2015 أن تركيا تعاونت مع داعش، أدانت شخصيات المعارضة السورية العواك بأنه محتال وكاذب. وفي عام 2016، انضم العواك إلى قوات سوريا الديمقراطية إلى جانب وحدته، تجمع الضباط الأحرار. وفي نهاية المطاف استقال من قوات سوريا الديمقراطية ومجلس سوريا الديمقراطية في ديسمبر 2017.

## السيرة الذاتية

### الخدمة في القوات المسلحة السورية
حسام العواك من محافظة دير الزور وعمل في القوات الجوية العربية السورية وإدارة المخابرات الجوية قبل عام 2005. غير أن رتبته في ذلك الوقت كانت موضع خلاف شديد؛ فقد وصف على نطاق واسع بأنه عميد سابق من قبل وكالات الأنباء المختلفة، لكن خصومه ادعوا أن حسام قد منح هذه الرتبة لنفسه، وأنه لم يرقى قط إلى مرتبة عالية بشكل خاص في القوات المسلحة السورية. ووفقا لما ذكرته دام برس، كان رائداً بحلول عام 2004. كما أن ظروف استقالته من الجيش السوري مثيرة للجدل أيضاً. وقد اعتبر البعض حسام منشقا، في حين يدعي آخرون أنه طُرد من العمل “بسبب سلوكه غير اللائق” في عام 2005، ثم قدم نفسه بعد ذلك كشخصية معارضة بسبب الانتهازية. ويدعي خصومه أنه كان مرتبطاً بالبغاء والتهريب والفساد خلال فترة عمله في الجيش. بعد مغادرته الجيش، انتقل العواك من سوريا إلى الإمارات العربية المتحدة، حيث وجد عملاً جديداً.

### الحرب الأهلية السورية

#### تجمع الضباط الأحرار
ظهر حسام كعضو في المعارضة السورية في ديسمبر 2011، مدعياً أنه يخدم كقائد في تجمع الضباط الأحرار، الذي كان بدوره قد أصبح آنذاك عضواً في الجيش السوري الحر. وفي منصبه كرئيس للمخابرات في تجمع الضباط الأحرار، عمل في سوريا ودول الخليج ومصر في محاولة لكسب الدعم الدولي لمجموعته وأهدافها. ويقال إنه حاول أن يصبح زعيما للمنفيين العسكريين بين المعارضة السورية، ولكن هذا أحبط من قبل رياض الأسعد. أجرى حسام العديد من المقابلات في عام 2012، حيث انتقد الدعم الأمريكي لبعض الميليشيات المتمردة في سوريا، قائلاً: “يجب أن تكون المخابرات الأمريكية — وكالة المخابرات المركزية — أكثر انتقائية في اختيار شخصيات المعارضة، و(لا ينبغي) اختيار أي شخص فقط. ينبغي أن يختاروا أشخاصا موثوقين.” كما اتهم أجهزة المخابرات السورية وحزب التوحيد اللبناني بمسئوليتهم عن اختطاف شبلي العيسمي. عندما اختطف المتمردون 13 حجاجا لبنانيا في مايو 2012، ادعى العواك أنه اتصل بزعيم الخاطفين وحاول إطلاق سراح الحجاج. كما أدان حسام اختطاف 21 من جنود الأمم المتحدة الفلبينيين في أوائل مارس 2013 على يد لواء شهداء اليرموك.
وفي أواخر عام 2015، قال حسام في مقابلة مع وكالة سبوتنيك للأنباء إن لديه أدلة على أن تركيا اشترت نفطا من تنظيم الدولة الإسلامية (داعش). بعد ذلك، ادعى العديد من المصادر الموالية للمعارضة وزعماء المتمردين أن العواك كان محتالاً يدعم روسيا ولم يكن له صلة بالجيش السوري الحر بأي شكل من الأشكال. وفي مقابلة أخرى مع روسيا اليوم، ادعى أن العديد من أعضاء الجيش السوري الحر قد فروا إلى داعش، في حين اضطرت جماعته إلى الانسحاب من المنطقة المحيطة بالباب نتيجة لهجمات مسلحي الدولة الإسلامية. وعبر حسام عن أمله في أن تتمكن روسيا وجميع السوريين، سواء كانوا من الحكومة أو المعارضة، “من العمل يداً بيد عندما يتعلق الأمر بمكافحة الإرهاب والتطرف في المنطقة”.

#### قوات سوريا الديمقراطية
بعد عام، أعلن حسام أنه انشق عن الجيش السوري الحر إلى قوات سوريا الديمقراطية، إلى جانب تجمع الضباط الأحرار الذي كان يضم أكثر من مائة عضو في ذلك الوقت. وقال أن سبب انشقاقه هو أن الجيش الحر قد خفض نفسه إلى وكيل للقوى الأجنبية وخاصة تركيا. وعلاوة على ذلك، اتهم الجيش السوري الحر بارتكاب أعمال إرهابية ضد المدنيين. ومنذ ذلك الحين، شغل منصب عميد قسد، وأثنى على “وحدات حماية الشعب ووحدات حماية المرأة باعتبارها الشمس التي أشرقت على المنطقة بعقليتهم المنتفحة وسلوكهم الجيد”، بينما قال أيضا إنه يؤيد فدرلة سوريا.
أول عملية لقوات سوريا الديمقراطية التي شارك فيها حسام كانت حملة السيطرة على الرقة من داعش. في مايو 2017، قاد المفاوضات مع جبهة ثوار الرقة لحملهم على الانضمام إلى حملة الرقة. وبعد أن وعد قيادة الوحدة “بأن دورها [في مرحلة ما بعد فتح الرقة] سيكون أساسيا”، وافقت الجماعة على العودة إلى الخطوط الأمامية. كما حضر حسام اجتماعاً في المنصورة بين شيوخ القبائل المحلية وممثلين عن المجلس المدني في الرقة ومجلس سوريا الديمقراطية في أغسطس، قال خلاله إن حكومة الأسد “لم يعد لها مكان” في الرقة.

#### الانقسام مع قوات سوريا الديمقراطية
أعلن حسام استقالته من قسد ومجلس سوريا الديمقراطية على صفحته على الفيس بوك بتاريخ 20 ديسمبر 2017 دون ذكر أي أسباب. وذكر لاحقا أن الاستقالة نشأت عن خلافات مختلفة مع بقية قادة قوات سوريا الديمقراطية حول قضايا مثل العملية العسكرية التركية في عفرين والضرائب ومحاكمة الأفراد الفاسدين والتعاون مع روسيا والولايات المتحدة. في أوائل مارس 2018، اختفى حسام وزوجته في إقليم الجزيرة أثناء زيارة أحد الأشخاص المقربين من حميدي دهام الهادي، زعيم شمر السورية. وتبعاً لذلك، اتهمت عائلته شيخ شمر باختفاء الضابط السابق قسراً على مقربة من اليعربية، وطلب ابن أخيه المساعدة من إلهام أحمد، الرئيس المشارك لمجلس سوريا الديمقراطية. غير أنه تبين في وقت لاحق أنه وزوجته اعتقلا من قبل عناصر مخابرات YPG الذين صادروا ممتلكاتهم أيضاً. وبحسب حسام، فقد تم تنظيم عملية الاعتقال بسبب استقالته من قوات سوريا الديمقراطية، في حين أكد موقع إخباري مؤيد للمعارضة السورية أنه حاول الفرار إلى كردستان العراق. وادعى فيما بعد أن أعضاء حزب العمال الكردستاني تدخلوا نيابة عنه، رغم أنهم لم يعيدوا الأموال والسلع المصادرة على النحو الموعود به. ثم وضع تحت الإقامة الجبرية، وإن أطلق سراحه بفضل مساعدة مؤيدين أجانب، بمن فيهم أصدقاء أكراد ومسؤولون في الأمم المتحدة. وبعد إطلاق سراحه، نأى نفسه عن وحدات حماية الشعب. وفي مقابلة أجراها في أغسطس 2018، أعلن حسام أنه سرعان ما يتوقع انتفاضة شعبية ضد وحدات حماية الشعب بسبب قمع الأخيرة كافة المعارضة المحلية.

## الحياة الشخصية
حسام متزوج من امرأة ليبية قيل إنها عضو سابق في الحرس الأمازوني التابع لمعمر القذافي وفقا لموقع إخباري مؤيد للمعارضة السورية. ويدعي خصومه أن لديه أربع زوجات أخرى أيضا، ولكن هذه الزوجات منفصلات عنه.